# Marc Delafontaine
Marc Abraham Delafontaine (* 31. März 1838 in Céligny; † 1911) war ein Schweizer Chemiker.
Delafontaine studierte Chemie an der Académie de Genève bei Jean Charles Galissard de Marignac. 1853 wurde er Lehrer an der École Primaire in Genf. Ab 1860 war er Privatlehrer der Chemie, dann Hilfslehrer für Chemie, später Lehrer für organische Chemie an der Académie in Genf. Er wurde 1860 zum Privatdozenten und danach zum Professor für Mineralogie und Organische Chemie an der Genfer Universität ernannt. 1870 war er Professor der Chemie und Toxikologie am medizinischen College für Frauen in Chicago, 1874 gab er diese Tätigkeit auf und widmete sich ganz Forschungen zu den seltenen Erden.
Delafontaine entdeckte 1878 mit Jacques-Louis Soret das Element Holmium.